# Großsteingräber bei Laage
Die Großsteingräber bei Laage waren vier megalithische Grabanlagen der jungsteinzeitlichen Trichterbecherkultur bei Laage im Landkreis Rostock (Mecklenburg-Vorpommern). Sie wurden im 19. Jahrhundert zerstört.

## Lage
Die genaue Lage der Gräber ist nicht überliefert Nur wenige Kilometer östlich lag am anderen Ufer der Recknitz das ebenfalls im 19. Jahrhundert zerstörte Großsteingrab Kronskamp.

## Beschreibung

### Grab 1
Über das Grab selbst liegen keine näheren Angaben vor. Um 1844 wurden hier ein dünnblattiges Feuerstein-Beil und eine flache Hammeraxt geborgen. Das Beil befindet sich heute in der Sammlung des Archäologischen Landesmuseums Mecklenburg-Vorpommern in Schwerin, die Axt ist nicht erhalten.

### Grab 2
Nach einem handschriftlichen Bericht eines Professors Schröter aus dem Jahr 1804 gab es ein zweites Grab, bei dem es sich um eine „Steinkiste mit Platz für 6–8 Personen“ gehandelt hat. Rückschlüsse auf den Grabtyp lassen sich aus dieser Angabe nicht ziehen.

### Gräber 3 und 4
Bei zwei weiteren Gräbern handelte es sich laut Schröter um „2 sogen. Kirchhöfe mit lauter großen Steinen umstellt.“